# Хакея эллиптическая
Хакея эллиптическая (лат. Hakea elliptica) — кустарник или небольшое дерево, вид рода Хакея (Hakea) семейства Протейные (Proteaceae), эндемик Западной Австралии. Быстрорастущий адаптирующийся вид с декоративными волнистыми листьями, золотисто-бронзовым побегами и обильными эффектными белыми цветами. 

## Ботаническое описание
Hakea elliptica — густой округлый прямостоящий кустарник или небольшое дерево высотой от 2 до 4 м. Более мелкие ветви покрыты густо-спутанными красновато-коричневыми волосками в сезон цветения. Темно-зелёные листья поочередно расположены от эллиптической до широкой эллиптической формы, заканчивающейся острой вершиной. Листья плоские, длиной от 4,5 до 9,5 см и шириной от 1,5 до 5,5 см. Листья с волнистым краем и выпуклым жилкованием с несколькими продольными жилками. Новые побеги имеют привлекательный бронзово-коричневый цвет. Соцветие состоит из 35—40 сильно пахнущих кремово-белых цветов в скоплениях в пазухах листьев. Цветок на гладком стебле длиной 8 мм. Цветоножка гладкая, околоцветник кремово-белый, длиной около 4 мм. Столбик длинный тонкий длиной 6—7,5 мм. Цветёт с ноября по февраль. Яйцевидные плоды имеют длину от 3 до 3,7 см и ширину от 1,8 до 2,2 см, сужаясь к короткому перевёрнутому клюву. Поверхность плода гладкая, но неровная. Семена яйцевидные чёрно-коричневого цвета.

## Таксономия
Вид Hakea elliptica был первоначально описан как Conchium ellipticum в 1807 году английским ботаником Джеймсом Эдвардом Смитом в работе Conchium. The Cyclopaed. Смит затем пересмотрел название в следующем году как Conchium elliptica в Conchium elliptica in A botanical sketch of the genus Conchium, опубликованном в Transactions of the Linnean Society of London. Роберт Броун реклассифицировал этот вид в 1810 году в род хакея в Transactions of the Linnean Society of London. Типовой образец был найден в заливе Короля Георга в 1803 году А. Максвеллом. Видовой эпитет elliptica относится к форме листьев.

## Распространение и местообитание
H. elliptica встречается вдоль южного побережья в округе Большой Южный Западной Австралии от Денмарка до восточных окрестностей Албани, где растёт на песчаных почвах на граните. Часто встречается среди прибрежных пустошей.